# Internetjournalistiek
Internetjournalistiek kan meerdere betekenissen hebben:
- Journalistiek die het internet, of typische internet-verschijnselen, als onderwerp heeft.
- Journalistiek die via internet wordt bedreven (gepubliceerd).
- Journalistiek die internet als bron gebruikt.
- Journalistiek die uitsluitend bestaat op het internet (een omschrijving van internetjournalist en mediafilosoof Mark Deuze)

In zijn algemeenheid geldt dat internetjournalistiek eerder onder de orale dan de geschreven traditie valt.
Eén van de belangrijkste kenmerken van internetjournalistiek is dat het gemaakt wordt achter het beeldscherm. Internetjournalistiek bestaat echter  niet uitsluitend uit tekst. Ze duikt ook op in de vorm van video- en audiomateriaal en (flash)-animaties, met alle beperkingen van dien. Door de magere geluids- en beeldkwaliteit is het internet als publicatiemedium anno begin 21e eeuw nog inferieur aan radio en televisie, een feit dat door veel internetjournalisten werd erkend. Technische ontwikkelingen brachten echter snel beterschap.
Publiceren op internet kent verder een aantal belangrijke voordelen. Een groot, vaak onderkend, voordeel is dat een nieuwssite geen plaatsgebrek kent. Journalistieke producten zijn verder in real-time en "op aanvraag" aan te bieden. Nieuwsonderwerpen zijn bovendien beter te archiveren. Kranten benutten deze mogelijkheid door "online dossiers" te maken, zoals een Al-Qaida-dossier of een dossier over de geschiedenis van de Ronde van Frankrijk.
Dankzij de technologie die voorhanden is, kent internetjournalistiek opvallende, magazine-achtige elementen. Net als in tijdschriften worden grafische voorstellingen, historische overzichten, achtergronden en portretten geïntegreerd in nieuwsfeiten. Internetjournalistiek krijgt zo iets intiems, omdat het medium van zichzelf heel persoonlijk is. Waar de krant een meneer is die intelligente analyses geeft, is een website eerder een vriend met dezelfde smaak.
Een onmisbaar onderdeel van publiceren op internet vormt de hyperlink. Door gebruik te maken van hyperlinks worden verhalen opgesplitst in meerdere pagina's en/of bronnen. Internetjournalistiek bestaat voor een groot deel uit het aan elkaar koppelen van content via deze hyperlinks. De ontvanger
bepaalt verder zelf welke links hij of zij aanklikt en de volgorde waarin hij of zij de informatie tot zich neemt. In internetjournalistieke kringen wordt dit ook wel "de kracht van de hyperlink" genoemd. De nieuwsselectie
komt voor een deel in handen te liggen van degene die de muis bedient. Meer dan elders heeft de lezer het op internet voor het zeggen.
Internetjournalistiek heeft echter ook een belangrijk nadeel ten opzichte van gangbare journalistiek. Een internetjournalist kan het nieuws onmiddellijk op het net gooien. En juist daar schuilt het gevaar: de tijdsdruk vergroot
de kans op fouten. Spelfouten vooral, maar ook feitelijke onwaarheden. Voorbeelden van dit soort slordige journalistiek waren afgelopen jaren in overvloed te vinden op het web.

## Nederlandstalige internetjournalistiek
Hoeveel mensen er in het Nederlands internetjournalistiek bedrijven, is onbekend. Op de website Internetjournalist.nl komen zo'n 150 namen voor van internetjournalisten, voornamelijk mannen. Uit onderzoek blijkt ook dat het met name mannen zijn die het voor het zeggen hebben in de digitale journalistiek. De gemiddelde leeftijd van deze mannen ligt rond de 32,5 jaar.
Enkele bekende Nederlandse sites:
- Tweakers.net, bekend om zijn nieuwsberichten die door velen worden becommentarieerd
- Indymedia, een linksactivistische nieuwssite waar door middel van open publicatie iedereen informatie kan toevoegen.
- GeenStijl.nl is een beruchte Nederlandse blog.

Sinds februari 2005 heeft Wikinews, een Wikimediaproject, ook een Nederlandstalige variant.